# Meia Soquete (álbum de 1989)
Meia Soquete é um álbum do grupo homônimo, lançado em 1989 pela RGE Discos. Trata-se do segundo álbum de estúdio do quarteto que na época de seu lançamento era constituído pelas integrantes: Adriane Galisteu, Anne Cinthya Ramos, Calu Blancas Zulaud e Debora Calijiuri.
Após os trabalhos de divulgação, encerraram as atividades, o que torna esse seu último álbum da carreira.

## Produção e lançamento
Segundo e último álbum do quarteto vocal paulistano, foi produzido em 1989, por Marco Antonio Galvão e traz arranjos e regências de Miguel Cidras.
As canções são inspiradas na música pop brasileira, dos anos de 1960, época da Jovem Guarda, cuja principal influência era o rock and roll do final da década de 1950 e início dos 1960 e o soul da Motown.
Várias versões cover foram gravadas, a saber: a versão de Rossini Pinto para "Somehow It Got To Be Tomorrow", "Ternura", que se tornou famosa na voz de Wanderléa, em 1965, e deu a cantora o apelido de ternurinha. Outra versão é a da canção "My Special Angel", sucesso na voz de Bobby Helms, que atingiu a posição #7 na parada Billboard Hot 100 e #1 por 4 semanas na chart de música country.
Para promovê-lo apresentaram-se em vários programas de televisão, como o seriado Os Trapalhões, da Rede Globo, no qual cantaram a faixa "Gosto de Bombom".

## Relançamento
Após mais de 30 anos fora de catálogo, foi relançado em CD, em 2019, pelo selo Discobertas.

## Lista de faixas
- Créditos adaptados do encarte do LP Meia Soquete.[3]

| N.º | Título                                            | Compositor(es)                           | Duração |  |
| 1.  | "Pele Molhada"                                    | Ed Wilson Lílian Knapp                   | 3:17    |  |
| 2.  | "Tudo Bem, Tudo Certo"                            | César Augusto César Rossini              | 3:18    |  |
| 3.  | "Gosto de Bombom"                                 | Carlinhos Borba Gato Mark Lee            | 3:21    |  |
| 4.  | "Caras E Bocas"                                   | Ed Wilson Cury                           | 2:28    |  |
| 5.  | "Ternura" (Somehow It Got To Be Tomorrow (Today)) | Estelle Levitt Kenny Karen Rossini Pinto | 3:58    |  |
| 6.  | "Não Brinque Com Fogo"                            | Carlinhos Borba Gato Isolda              | 3:10    |  |
| 7.  | "Pirataria"                                       | César Augusto César Rossini              | 3:32    |  |
| 8.  | "Olhos de Gato"                                   | Mark Lee Don Beto                        | 2:39    |  |
| 9.  | "Sem Brinquedo"                                   | Kayto Prieh                              | 4:14    |  |
| 10. | "Um Anjo Especial" (My Special Angel)             | Jimmy Duncan Mark Lee                    | 2:50    |  |